# 小鸡村站
小鸡村站是南宁轨道交通3号线和5号线的地铁换乘站，位于中华人民共和国广西壮族自治区南宁市兴宁区南梧路地下，3号线站台于2019年6月6日开通运营，5号线站台于2021年12月16日开通。

## 设施

### 结构
| 地面     | 出入口                     | 出入口                                         | 出入口 |
| 地下一层 | 大堂                       | 客服中心、自助服務、 █ 3号线／ █ 5号线换乘通道 |        |
| 地下二层 | 北                         | █ 3号线列車往科园大道方向                      |        |
| 地下二层 | 島式月台，左边车门将会开启 |                                                |        |
| 地下二层 |                            | █ 3号线列車往平良立交方向                      | 南     |
| 地下二层 | █ 5号线设备层              |                                                |        |
| 地下三层 | 西                         | █ 5号线列車往国凯大道方向                      |        |
| 地下三层 | 島式月台，左边车门将会开启 |                                                |        |
| 地下三层 |                            | █ 5号线列車往金桥客运站方向                    | 东     |